# БИ-1
БИ (БИ — Березняк-Исаев, или Ближний Истребитель, также известен под именем «БИ-1») — ракетный самолёт, первый советский самолёт с жидкостным ракетным двигателем. Моноплан с низкорасположенным крылом, стартовая масса 1,5 т при запасе топлива (азотная кислота и керосин) 500 кг. Размах крыла 7,5 м.

## История создания
Разработка начата в инициативном порядке в 1941 году конструкторами А. Я. Березняком и А. М. Исаевым в КБ завода № 293 в г. Химки (директор завода и главный конструктор КБ — В. Ф. Болховитинов). Согласно свидетельству Б. Е. Чертока, впоследствии ставшего известным специалистом в области ракетной техники, разработка высотного реактивного скоростного перехватчика была санкционирована в ходе личной встречи главного конструктора В. Ф. Болховитинова с главой советского государства И. В. Сталиным непосредственно вскоре после начала войны с Германией 22 июня 1941 года. Можно предположить, что в ходе встречи со стороны главного конструктора было высказано мнение о целесообразности разработки данного перехватчика принципиально новой конструкции и глава государства был со стороны главного конструктора убежден в возможности быстрой разработки такого самолета.   
Отправной точкой для проектирования самолёта послужило ознакомление в 1940 году А. Березняка с ракетным двигателем, разрабатываемом в НИИ-3 Л. С. Душкиным. Несмотря на то, что двигатель обладал достаточной тягой, он имел большой расход топлива и окислителя. Таким образом, время полёта самолёта могло быть всего от 1 до 4 минут. Однако при этом самолёт имел необычайно большие для того времени приёмистость, скорость и скороподъёмность. Именно исходя из этих особенностей, стало ясно будущее назначение самолёта — перехватчик. В начале 1940-х РЛС только разрабатывались, и обнаружение потенциальных целей перехватчиков осуществлялось в основном визуально. За время, необходимое для подготовки и взлёта винтовых перехватчиков, группа бомбардировщиков иногда успевала уже отбомбиться. Поэтому концепция «быстрого» ракетного перехватчика, работающего по схеме «молниеносный взлёт — одна быстрая атака — посадка на планировании» выглядела привлекательно не только для советских конструкторов — на аналогичной концепции построен и немецкий Me-163, получивший боевое применение в 1944 г.
После начала Великой Отечественной войны работы резко ускорились: уже 9 июля эскизный проект был передан в ГКО, в августе ГКО принимает решение о постройке самолёта, а уже 1 сентября самолёт без двигателя отправляется в ЛИИ для начала лётных испытаний.
В ходе испытаний в режиме планёра в сентябре-октябре 1941 лётчиком Б. Н. Кудриным было проведено 15 полётов. Было подтверждено, что все аэродинамические данные самолёта, характеристики устойчивости и управляемости соответствуют расчётным.
В октябре 1941 принято решение об эвакуации завода № 293 на Урал. 7 ноября персонал завода начал развёртывание производства в посёлке Билимбай (г.о. Первоуральск, 60 км западнее г. Свердловск). В декабре 1941 доводка самолёта была продолжена на новом месте.
Основные силы КБ были брошены на доводку двигателя Д-1-А-1100, так как группа Л. С. Душкина в НИИ-3 в это время уже была занята разработкой двигателя для нового ракетного самолёта самого НИИ-3 — 302. От КБ Болховитинова руководил работами А. Е. Росляков, от НИИ-3 — А. В. Палло (он работал в Билимбае до конца 1942, после чего был отозван в НИИ-3). Вместо заболевшего лётчика-испытателя Б. Н. Кудрина командование ВВС направило Г. Я. Бахчиванджи.
20 февраля 1942 во время работы двигателя на стенде произошёл взрыв. В результате пострадали А. В. Палло и Г. Я. Бахчиванджи, были повреждены стенд и двигатель. Однако уже в марте испытания были продолжены.
25 апреля 1942 самолёт был перебазирован на аэродром НИИ ВВС близ г. Кольцово (80 км от Билимбая и Первоуральска). 30 апреля были осуществлены пробные включения двигателя, 2 мая — пробежка по аэродрому, 13 мая — подлёт длиной около 50 м на высоте около 1 м.
15 мая 1942 самолёт БИ-1 под управлением Г. Я. Бахчиванджи впервые взлетел с использованием ракетного двигателя. Полёт продолжался 3 мин 9 сек, за 60 сек работы ЖРД была достигнута высота 840 метров, при максимальной скорости 400 км/ч и максимальной скороподъёмности 23 м/с.

Для нас, стоявших на земле, этот взлёт был необычным. Непривычно быстро набирая скорость, самолёт через 10 секунд оторвался от земли и через 30 секунд скрылся из глаз. Только пламя двигателя говорило о том, где он находится. Так прошло несколько минут. Не скрою, у меня затряслись поджилки. Наконец, Бахчиванджи возвратился и сел на аэродром.
Посадка получилась жёсткой, одна стойка шасси подломилась, колесо отскочило и покатилось по аэродрому.
Для лётчика это тоже был не просто первый полёт на новом самолёте, но полёт на аппарате новых непривычных качеств, которые потребовали от него убыстрения всех действий и мышления в силу кратковременности полёта и сильно возросших ускорений движения. Машина вела себя совершенно не так, как другие самолёты того времени, из-за этого лётчик не полностью выполнил заданную программу, но главным было то, что он осуществил этот полёт и благополучно возвратился.
— В. Ф. Болховитинов
После полёта выяснилось, что за весь цикл испытаний БИ-1 уже достаточно повреждён азотной кислотой. Было принято решение о производстве ещё двух экспериментальных БИ и закладке небольшой (30-40 машин) войсковой серии БИ-ВС. От опытных самолётов БИ-ВС отличались вооружением: в дополнение к двум пушкам под фюзеляжем перед кабиной лётчика устанавливалась бомбовая кассета. В кассете размещалось десять мелких бомб калибром 2,5 кг, обладавших большой взрывной силой. Бомбы были рассчитаны для сброса на бомбардировщики, идущие строем, и поражение их осколками и взрывной волной.

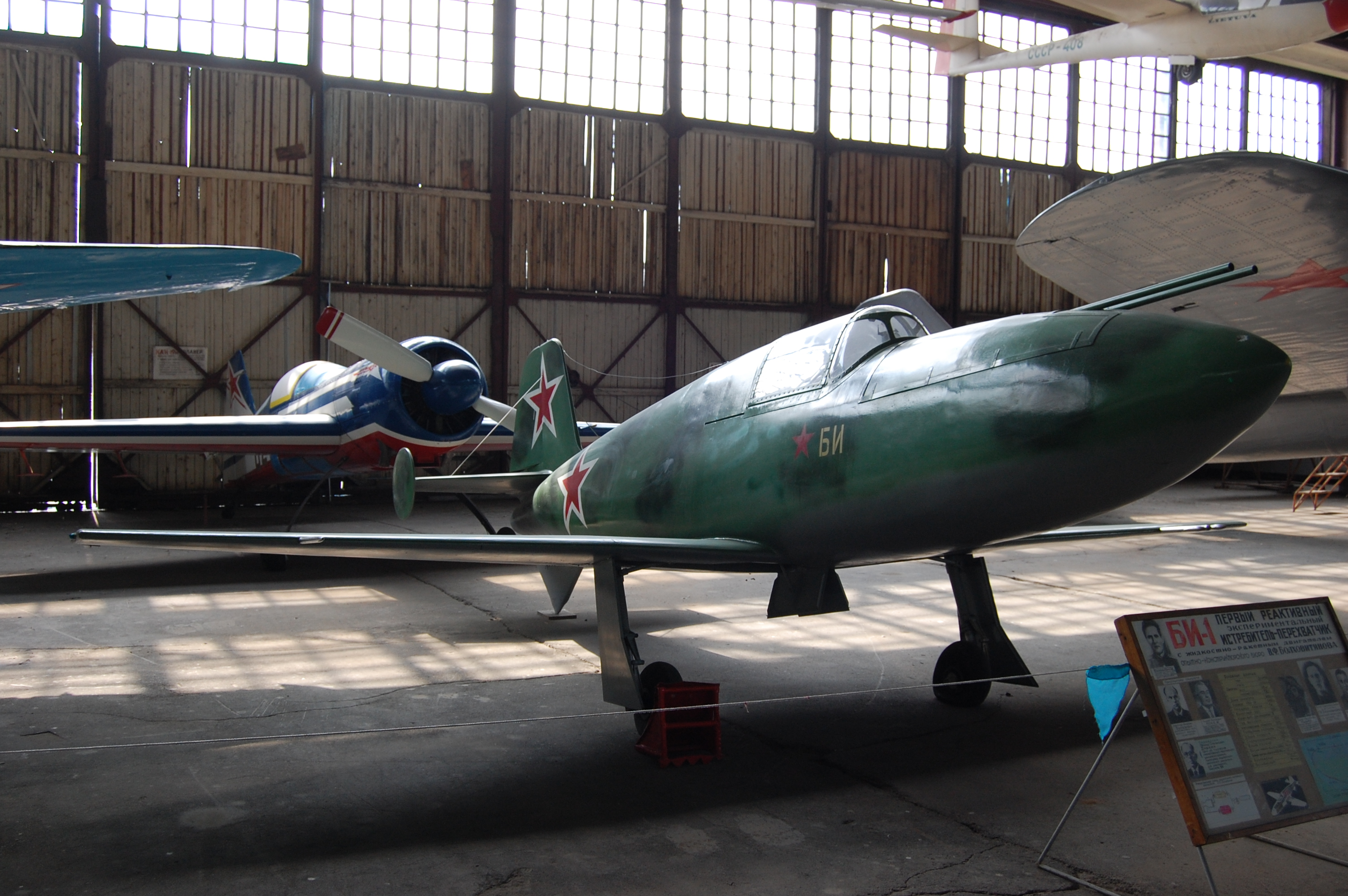
БИ-1 в Монино

В 1943 г. было осуществлено ещё шесть полётов на втором (БИ-2) и третьем (БИ-3) экземплярах самолёта. Один из полётов выполнял К.А. Груздев, остальные — Г. Я. Бахчиванджи.
В частности, при участии академика А. И. Берга и Б. Е. Чертока создавался радиоопределитель координат самолёта (РОКС).
Задание на полёт 27 марта 1943 (седьмой по счёту, шестой в 1943) отличалось от предыдущих. Если ранее самолёт испытывался на максимальную высоту и скороподъёмность, то теперь он должен был испытываться на максимальную скорость полёта. Для этого лётчик-испытатель должен был на постоянной высоте 2 тыс. м. дождаться выключения двигателя по окончании топлива. С точки зрения наблюдателей с земли до момента выключения двигателя полёт проходил по плану, однако потом самолёт вошёл в пике и, не совершая попыток выйти из него, столкнулся с землёй. Лётчик-испытатель Григорий Бахчиванджи погиб.

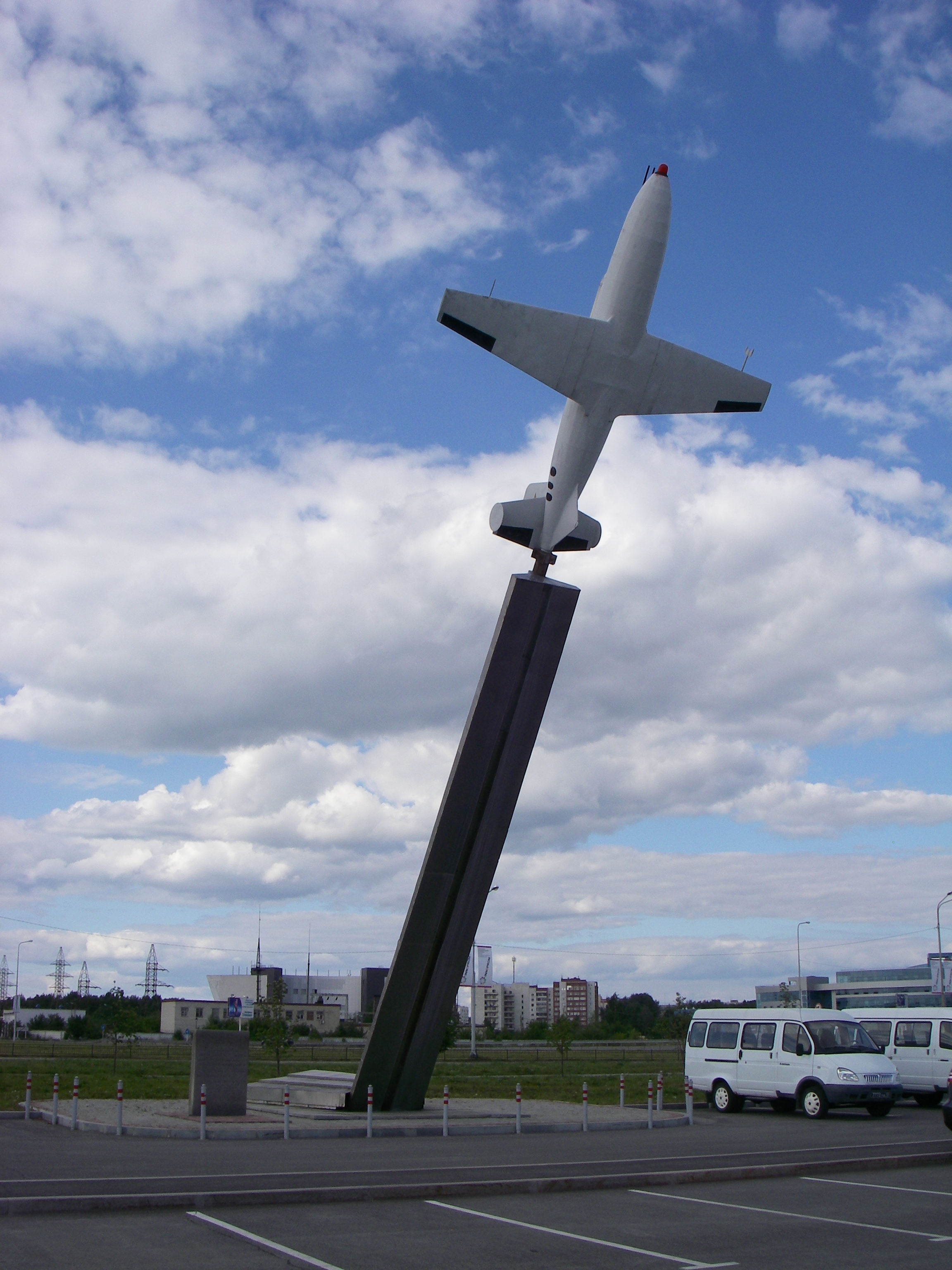
Памятник возле аэропорта Кольцово

Высказывается несколько возможных причин катастрофы:
- аварийная комиссия установила: при выключении двигателя самолёт резко снизил скорость, лётчик ударился солнечным сплетением о штурвал и потерял сознание, соответственно не управлял самолётом и не предпринимал попыток спастись;
- после катастрофы в ходе продувок БИ в новой аэродинамической трубе ЦАГИ, позволявшей имитировать соответствующие скорости, было выявлено новое явление — «затягивание в пикирование»[2]. «Затягивание» проявляется на скоростях свыше 800 км/ч (большие дозвуковые скорости) и вызывается смещением назад аэродинамического фокуса. Дальнейшие продувки показали, что затягивание в пикирование на таких скоростях характерно для самолётов с прямым крылом обычного профиля в результате развития волнового кризиса. Точная скорость полёта, достигнутая БИ в этом полёте, неизвестна из-за катастрофического разрушения измерительных приборов, но она оценивается в 800—1000 км/ч.

Возможно, катастрофа БИ 27 марта 1943 произошла по обеим названным причинам.
Эта катастрофа привела к отмене начала производства БИ и уничтожению уже заложенных БИ-ВС.
В 1943 завод Болховитинова был возвращён в Москву. Было построено ещё несколько самолётов, однако испытания сдерживало отсутствие двигателя — единственный Д-1-А-1100 Душкина был потерян в катастрофе 27 марта 1943 года, новых НИИ-3 не поставлял. Это привело к тому, что А. М. Исаев был вынужден разработать свой двигатель, РД-1, представлявший собой несколько модифицированную версию Д-1-А-1100. Он был установлен на БИ-7, и дважды осуществлён полёт с их включением. Кроме того, было сделано ещё несколько машин, использовавшихся в испытаниях в режиме планёра и с двумя ПВРД ДМ-4 конструкции И. А. Меркулова (они разрабатывались как вспомогательные для винтовых самолётов).
По мере появления в середине 1940-х реактивных самолётов с применением газотурбинных двигателей стала ясна дальнейшая бесперспективность работы над ракетными истребителями вообще, и над БИ в частности, в первую очередь из-за крайне ограниченной продолжительности полёта.
Однако опыт, накопленный в КБ Болховитинова при работе над БИ, был очень полезен, а выходцы из его КБ в дальнейшем были заметными фигурами в советской ракетной и космической технике. Двое конструкторов БИ стали основателями двух конструкторских школ: А. Я. Березняк основал ОКБ-155, занимавшее лидирующее положение в СССР в вопросах разработки крылатых ракет, а А. М. Исаев стал основателем ОКБ-2, специализирующегося на ЖРД малой и средней тяги для ракет и космических аппаратов.
Всего было выпущено 9 самолётов. Из них 1 был выпущен в Москве, остальные выпускались авиационным заводом № 381, расположенным в г. Нижний Тагил на территории Уралвагонзавода (УВЗ).
Затяжка по времени и в конце концов неудача в разработке перехватчика принципиальной новой конструкции способствовала тому, что полеты разведывательной авиации Германии, в том числе над территорией Москвы, продолжались практически до середины 1944 г. Вследствие совокупности не ясных до конца причин В. Ф. Болховитинов был отстранен от дальнейшей конструкторской работы.

## Полёты БИ с взлётом при помощи ЖРД
| Дата       | Машина | Лётчик      | Тяга, кгс | Время полёта с ЖРД, с | Высота, м | Скорость, км/ч | Скороподъёмность, м/с | Примечание                                                                           |
| ---------- | ------ | ----------- | --------- | --------------------- | --------- | -------------- | --------------------- | ------------------------------------------------------------------------------------ |
| 15.05.1942 | БИ-1   | Бахчиванджи | 600       | 66                    | 840       | 400            | 23                    |                                                                                      |
| 10.01.1943 | БИ-2   | Бахчиванджи | 800       | 63                    | 1100      | 400            | -                     |                                                                                      |
| 12.01.1943 | БИ-2   | Груздев     | 1100      | 58                    | 2190      | 675            | -                     |                                                                                      |
| 11.03.1943 | БИ-3   | Бахчиванджи | 1100      | 80                    | 4000      | 600            | 82                    |                                                                                      |
| 14.03.1943 | БИ-3   | Бахчиванджи | 1100      | 84                    | 3000      | ~650           | -                     |                                                                                      |
| 21.03.1943 | БИ-3   | Бахчиванджи | 1100      | 30                    | 3000      | 550            | 160                   |                                                                                      |
| 27.03.1943 | БИ-3   | Бахчиванджи | 1100      | 89                    | 2000      | >800           | -                     | Катастрофа. Самолёт потерян. Лётчик-испытатель Григорий Яковлевич Бахчиванджи погиб. |
| 24.01.1945 | БИ-7   | Кудрин      | 1100      | 72,3                  | 1250      | 587            | 87                    |                                                                                      |
| 09.03.1945 | БИ-7   | Байкалов    | 1100      | 73                    | 3500      | 550            | -                     |                                                                                      |